# 灰白狼蛛
灰白狼蛛（学名：Lycosa canescens）为狼蛛科狼蛛属的动物。在中国大陆，分布于湖北等地。该物种的模式产地在武昌。